# Kyle Long
Kyle Long (Ivy, Virginia, Estados Unidos, 5 de diciembre de 1988) es un jugador profesional de fútbol americano de la National Football League que juega en el equipo Kansas City Chiefs, en la posición de Offensive tackle con el número 75.

## Carrera deportiva
Kyle Long proviene de la Universidad de Oregón y fue elegido en el Draft de la NFL de 2013, en la ronda número 1 con el puesto número 20 por el equipo Chicago Bears.
Actualmente se encuentra en activo como jugador de los Chicago Bears.

## Estadísticas generales
| Partidos jugados | Partidos iniciados |
| 35               | 35                 |